# 邓阊
邓阊（1世纪—118年），南阳郡新野县（今河南省新野县）人。东汉人物，邓训第五子，和熹皇后邓绥、邓骘、邓京、邓悝、鄧弘的弟弟。

## 生平
邓绥为汉和帝贵人，邓骘、邓阊兄弟担任郎中。邓绥立为皇后。邓骘官至虎贲中郎将，邓京、邓悝、邓弘、邓阊担任黄门侍郎。邓京在官任上去世。延平元年（106年）四月十九日，汉殇帝任命虎贲中郎将邓骘为车骑将军、仪同三司。任命黄门侍郎邓悝为虎贲中郎将，邓弘、邓阊二人为侍中。永初元年（107年）四月，汉安帝将车骑将军邓骘封为上蔡侯、城门校尉邓悝封为叶侯、虎贲中郎将邓弘封为西平侯、黄门郎邓阊封为西华侯，各自享有一万户的食邑。永初四年（110年），母新野君得病，邓骘兄弟都上书求回家侍养。太后邓绥以邓阊最年少，孝行特著，于是听任，赐安车驷马。新野君去世，邓阊至孝，守丧消瘦，在当时知名。
元初五年（118年），邓悝、邓阊相继去世，遗言薄葬，不受爵赠，太后听从。封邓悝子邓广宗为叶侯，邓阊子邓忠为西华侯。建光元年（121年），太后邓绥崩，西华侯邓忠废为庶人，不久自杀。邓阊之妻耿氏有节操，邓忠早卒，于是养河南尹邓豹之子，嗣后邓阊之后。耿氏教邓豹子书学，以通博著称。永寿年间，与伏無忌、延笃在东观著书，官至屯骑校尉。

## 从弟
- 邓豹，字伯庠，担任将作大匠，工徒免于飢寒。官至河南尹，在邓太后死后自杀。邓阊之妻养邓豹之子，嗣邓阊之后。